# 김진성 (1999년)
김진성(한국 한자: 金眞成, 1999년 12월 9일 ~ )은 대한민국의 축구 선수이며 포지션은 미드필더이다. 현재 K리그1 FC 서울 소속이다.

## 클럽 경력
K리그1 2020 시즌을 앞두고 FC 서울과 프로 계약을 체결하였다.
2022년 7월 13일, K3리그의 천안시 축구단으로 임대이적했다.